# دي جي هيل
دي جي هيل (بالألمانية: Helmut Josef Geier)‏ هو منتج أسطوانات ودي جيه وموسيقي وملحن ألماني، ولد في 6 سبتمبر 1962 في Altenmarkt an der Alz ‏ في ألمانيا.

## وصلات خارجية
- الموقع الرسمي
- دي جي هيل على موقع IMDb (الإنجليزية)
- دي جي هيل على موقع ميوزك برينز (الإنجليزية)
- دي جي هيل على موقع ميوزك برينز (الإنجليزية)
- دي جي هيل على موقع أول ميوزيك (الإنجليزية)
- دي جي هيل على موقع ديسكوغز (الإنجليزية)